# Pierre Hébert (abbé)
Pour les articles homonymes, voir Pierre Hébert et Hébert.
L'abbé Pierre Hébert, né à Breuville (Manche) le 20 octobre 1742 et guillotiné à Paris le 25 juillet 1794, est un prêtre catholique français.

## Biographie
Ordonné prêtre en 1766, Pierre Hébert est nommé vicaire de Courbevoie en 1769 et devient précepteur de la famille Monmerqué. La construction de la caserne de Gardes-Suisses et du pont de Neuilly ont porté la population du village à 2000 habitants. Malgré l'opposition de l'abbé Béreux, curé de Colombes dont dépend Courbevoie, Pierre Hébert obtient le 28 avril 1784 de l'archevêque de Paris l'érection de la chapelle en église paroissiale, ,. Il devient premier curé de Courbevoie le 30 mars 1785.
Déjà restaurée en 1601, l'ancienne chapelle menace ruine car les demandes successives de réparation n'ont pas abouti. Le 24 décembre 1788, pendant la messe de minuit, une partie de la voûte s'effondre sur l'assistance. Pierre Hébert obtient des crédits et fait bâtir l'église Saint-Pierre-Saint-Paul de Courbevoie, dont la première pierre est posée le 9 mai 1790. 
Ayant refusé de prêter serment à la constitution civile du clergé, il part pour Paris en mars 1791 et se réfugie dans l'Île Saint-Louis. Dénoncé à tort en novembre 1793 comme partie prenante à la conspiration des prisons, il est incarcéré à la prison Saint-Lazare. Jugé et condamné à mort le 6 thermidor an II (24 juillet 1794),,,, il est  guillotiné le lendemain à la barrière du Trône avec les poètes André Chénier et Jean-Antoine Roucher ainsi que l'officier prussien Frédéric de Trenck. Son corps est inhumé au cimetière de Picpus, dans une fosse commune.
Depuis 1994, une plaque commémorative lui rend hommage dans l'église Saint-Pierre-Saint-Paul de Courbevoie.